# Thomas Lynch (Politiker, 1727)

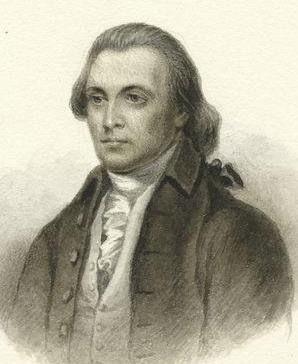
Porträt des Thomas Lynch senior.

Thomas Lynch (* 1727 im Berkeley County, Province of South Carolina; † Dezember 1776 in Annapolis, Maryland) war ein US-amerikanischer Politiker. Zwischen 1774 und 1776 war er Delegierter für South Carolina im Kontinentalkongress.

## Werdegang
Thomas Lynch besuchte die öffentlichen Schulen seiner Heimat. Danach wurde er ein erfolgreicher Reispflanzer, der in South Carolina mehrere Plantagen betrieb. Gleichzeitig engagierte er sich in der Politik. Zwischen 1751 und 1772 saß er mehrfach im kolonialen Abgeordnetenhaus. Im Jahr 1765 war er auch Delegierter auf dem Stamp Act Congress, bei dem die Dreizehn Kolonien über das Vorgehen gegen das gleichnamige Gesetz berieten. Von 1769 bis 1774 war er zudem Mitglied des noch kolonialen General Committee.
In den 1770er Jahren schloss er sich der Revolutionsbewegung an. In den Jahren 1775 und 1776 war er Mitglied im Provincial Congress seiner Heimat; von 1774 bis 1776 vertrat er South Carolina im Kontinentalkongress. Außerdem gehörte er dem Repräsentantenhaus von South Carolina an. Im Jahr 1776 erkrankte er, so dass er nicht mehr in der Lage war, die Unabhängigkeitserklärung der Vereinigten Staaten zu unterzeichnen. Er starb im Dezember 1776 auf dem Heimweg vom Kontinentalkongress in Annapolis. Sein gleichnamiger Sohn Thomas (1749–1779) nahm dann seinen Sitz im Kontinentalkongress ein. Über seine Tochter Elizabeth wurde Thomas Lynch Sr. Großvater von James Hamilton (1786–1857), der zwischen 1830 und 1832 Gouverneur von South Carolina war.